# 朝鮮民主主義人民共和國黑市

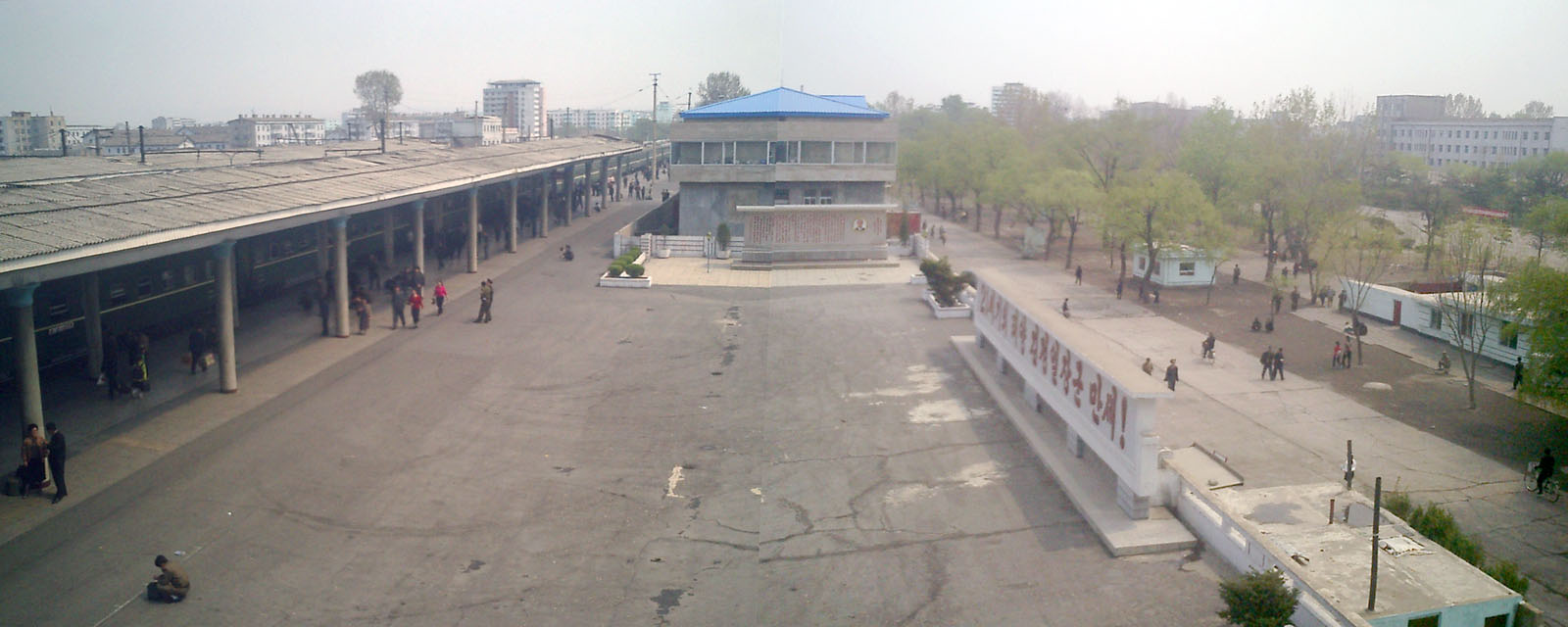
新義州臨近中國邊境，是朝鮮正規與非正規經濟的重要樞紐。圖爲新義州青年站。

朝鮮黑市，是對朝鮮民主主義人民共和國灰色經濟的統稱，朝鮮國内對此類現象俗稱作市場（：／ Jangmadang）。
朝鮮曾實行嚴格的計劃經濟，然而自從1994年“苦難的行軍”以來，朝鮮的配給制度趨於癱瘓，而農貿市場、城市攤販等非正規經濟如雨後春筍般成長起來，並成爲大部分朝鮮人賴以生存的手段。朝鮮當局對黑市有一定程度的默許甚至是主動參與，有推測認爲黑市在推動朝鮮經濟改革方面的作用或與中國價格雙軌制時期類似。而一些女性也參與到這些經濟活動中，透過家庭主婦可做小生意的特殊，使朝鮮的社會性別角色有所改變。近年來，該國首都中出現了一些中產階級的跡象。

## 背景

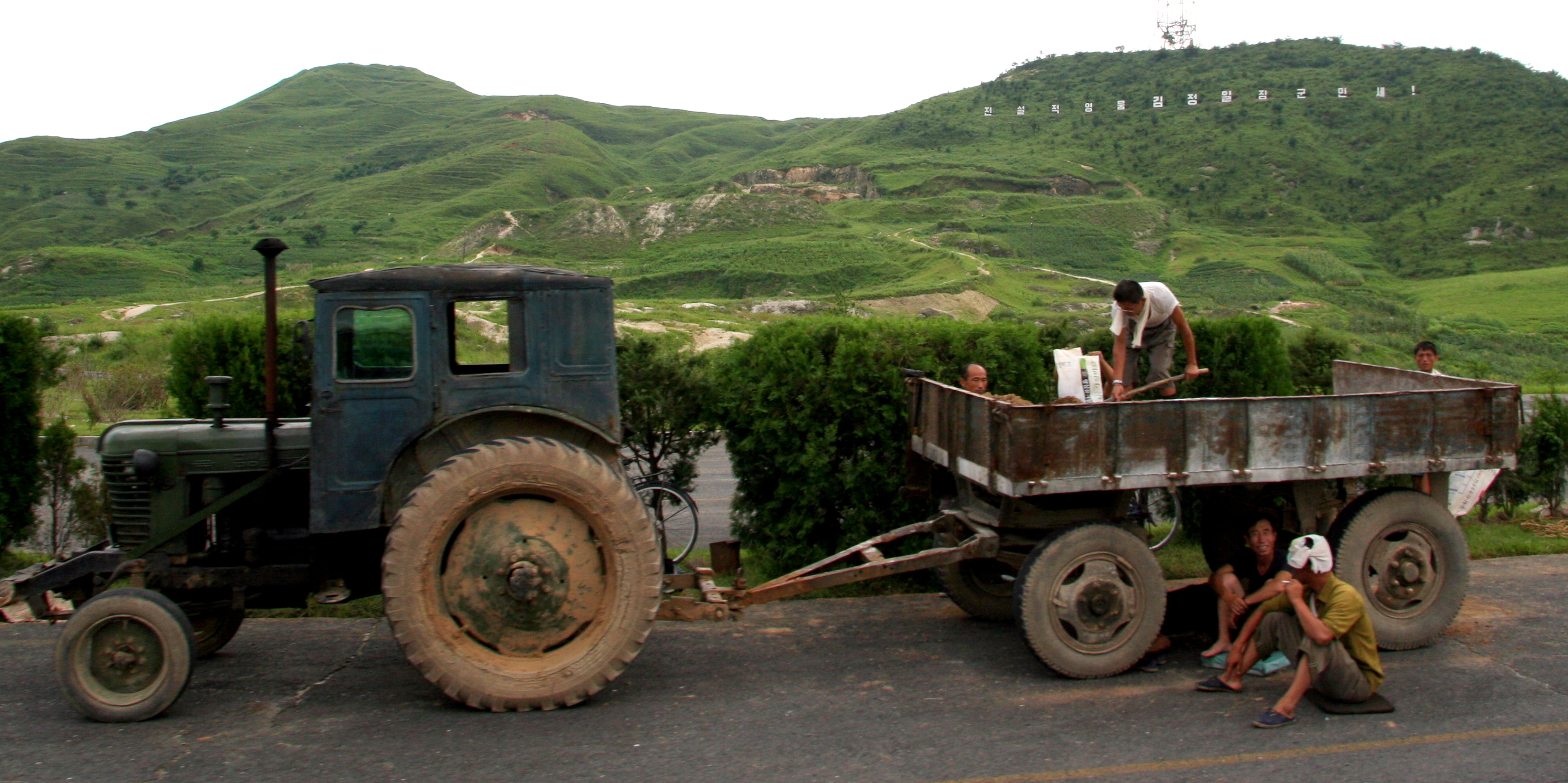
上世纪90年代的朝鲜饥荒促成了黑市经济的诞生。

朝鲜于1948年根据《朝鲜民主主义人民共和国宪法》建立了社会主义福利制度。该制度将生产资料国有化，然后民众通过公共分配系统获得商品、食品和其他必需品。由于1994-1999年的饥荒，口粮分配大幅削减，朝鲜人民开始在法定非农用地耕种，甚至建立小菜园来养家糊口。这些非法的私人农场甚至能够生产出比公共农业项目更多的作物产量， 然后农民卖掉剩余的货品或以物易物，来换取其他必需品。
在朝鲜的公共分配系统崩溃后，朝鲜政府别无选择，开始容忍私人市场的存在。人们最初出售的物品是生活必需品、大米和蔬菜。私营市场最初是由当地社区发展而来的，包括各类组织、工作场所、亲戚和邻居，以互助的方式度过饥荒。后来随着市场的发展成熟，许多互助团体都瓦解了。
不像在城市里，人们通常会以物易物，而不是用金钱来进行交易。
中国在朝鲜的官方和非官方经济中都占主导地位。一些人从中国的亲戚那里得到了他们的启动资金，这些亲戚中的许多人还成为生意上的合作伙伴和顾问。參考這樣的經驗，至少一定程度上私營被當局視為可以是經濟的一種補充。在朝鮮，男人通常都會安排到國家單位上班，但女性則有些從事家庭工作者，利用這個特殊身份替家庭獲得村鎮周圍的小塊田地與小作坊，以及貿易的機會，綜上所述，透過這樣的小技巧，市場行為已經不再是完全不可以的事項，這些是現代朝鮮與以往純粹社會主義朝鮮不同的地方。

## 概述

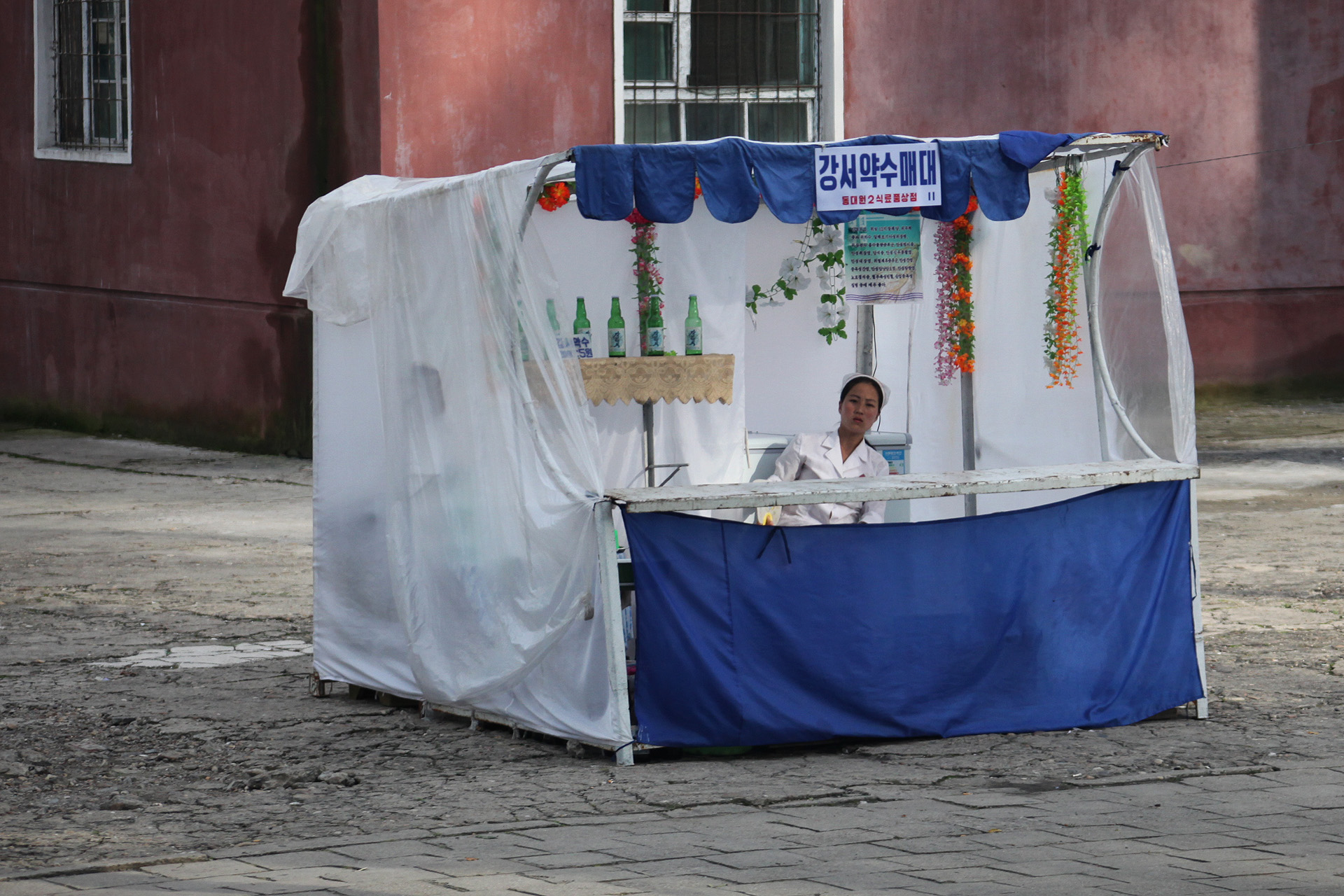
很多朝鲜人能只靠做市场方面工作生存，一些交易場所已被官方核准擺攤，有些則是黑市。

### 生计来源
截至2008年，估计有70%生活在城市的朝鮮家庭从事手工业、贸易或与贸易有关的运输服务。由于没有一个有效的食品分配系统，朝鮮人需要在当地市场赚钱和生存。2011年，朝鲜人的平均月薪为2美元，但他們的月均收入可達约15美元。少数前劳工和农民变得非常富有，每月收入达数百甚至数千美元，但成功的黑市经营者和真正的资本主义成功案例十分罕見。朝鲜人民收入的一半到四分之三来自各种市场活动，而來自政府的打压則导致商业上的违规和贿赂。
首尔国立大学和平与统一研究所对脱北者进行的年度研究显示，即使这些研究可能不代表全部人口，但其中只有略多于一半的人得到了朝鲜政府的资助。研究所还注意到从事私人商业活动和相关贿赂的人数有了明显的增长。
朝鲜官方经常宣传反对商业私有化，并吹嘘他们能够自力更生。但战略与国际研究中心进行的一项研究发现，2018年朝鲜全国至少有436个官方认可的市场。这些市场每年产生的税收和租金估计有5680万美元，已经成为国家经济的一个重要组成部分，并远超过政府愿意承认的数字。
南韩国民大学教授安德烈·兰科夫报道称，除了精英阶层和外汇收入者，黑市商人也能够为自己的孩子支付私立教育费用。音乐、计算机和外语一直是私人课程中最受欢迎的课程。在朝鲜，基于出身成分的教育系统严格限制了公众教育的机会，背景普通的人很难进入金日成综合大学这样的大学。安德烈·兰科夫对朝鲜公共教育的腐败和竞争力有疑虑，但他还是支持朝鲜官方打击私立教育。
2017年，南韩统一研究院估计朝鲜存在440个政府批准的市场，其中雇用了大约110万人。

### 粮食保障
朝鲜在1994年至1999年期间曾发生了饥荒，有200万至300万人死于饥饿和其他与饥饿有关的疾病，黑市商人开始将粮食从中国跨境走私到朝鲜出售。通常情况下，作物在收获季节后是最便宜的。农作物价格除了典型的季节性变化外，朝鲜的干旱也可能导致食品价格严重上涨，使人们无法维持营养均衡。与2014年同期相比，2015年的干旱使马铃薯的价格上涨了两倍，马铃薯歉收的传言也导致价格上涨。
从事各种家庭生意的朝鲜人也在私人土地耕种。最贫穷的朝鲜人没有能力开办食品摊位，他们通常通过自给自足的耕作生活。朝鲜食品供应的很大一部分是在被称为 "小土地 "的小块农田上非法私下生产的。

### 提供的商品和服务

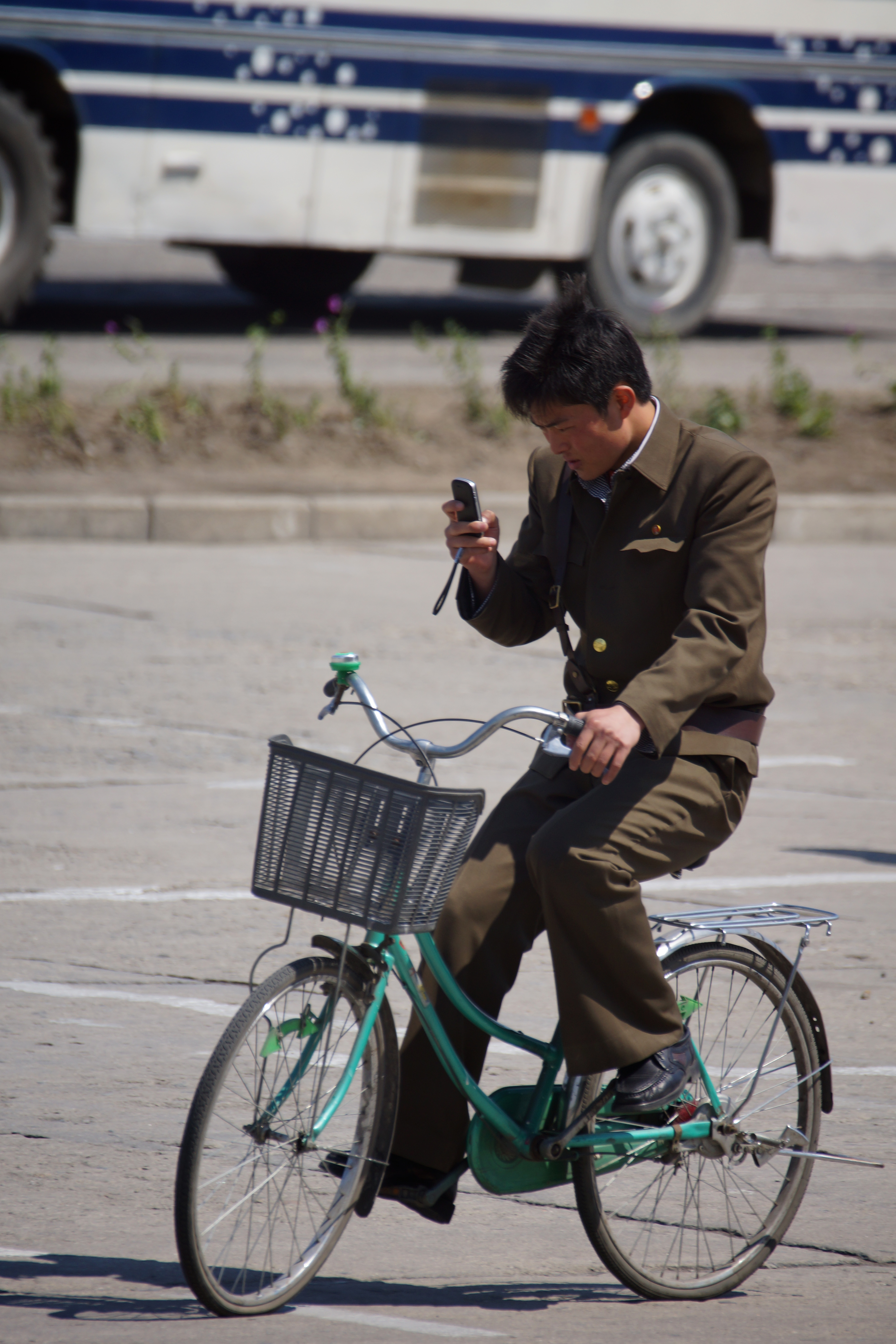
自行车和手机在朝鲜越来越普遍。

即使朝鲜的生活条件没有多大改善，但市场活动和商品种类却有了增加，商品的品质也有所提升。牲畜摊位是最近才出现的，使得大城市的市场被改造成了农业市场。
2008年，市场上最受欢迎或最需要的商品是街头小吃、汽车电池、电饭锅、电动剃须刀、礼服鞋、化妆品、DVD播放器、摩托车和PVC地板。许多贩售商品上的品牌标签都是假的，伪造成南韩制造的商品。
大麻在朝鲜合法地位模糊。有报告称大麻在罗先市场上出售。甲基苯丙胺（冰毒）等其他毒品无疑是非法的。但是朝鲜是世界上毒品问题最严重的国家之一，由于甲基苯丙胺作为毒品和药物的广泛使用，许多人对毒品上瘾。
随着市场的发展，也出现了放贷和外币兑换。由于朝鲜的银行并没有真正发挥作用，市场摊位实际上成了代替银行的交易平台。许多人使用外币进行储蓄，如贩售高价商品的人经常使用人民币。贷款也变得越来越普遍，以购买如自行车等昂贵的商品。
私人医疗服务也出现在市场上，有退休医生提供服务，也有自学成才的朝鲜传统医生。医生的诊断费约为10美元，有些医生还为病人开处方，但许多医生也已经无法靠微薄的工资生活。自1990年代朝鲜免费医疗系统崩溃以来，黑市医疗服务一直存在。一些官员自己也不得不接受他们应该打压的私人医生服务。

## 影响
据报道，一位脱北者对朝鲜和韩国市场的相似性而不是差异性表现出惊讶。有些人在谈论“黑市一代”时，指的是1980年代和1990年代出生的人。据推测，金正恩希望有比金正日更自由的市场空间。随着市场贸易的增加，人民对金正恩的支持并没有明显减弱，这使人们对市场改革会减少对政权支持的说法产生怀疑。不过，走私进入朝鲜的外国媒介可能会鼓励人们反抗政府，并鼓励政权更迭，来自中国相对繁荣的影响也可能使人们想要改革。

## 政府镇压和监管

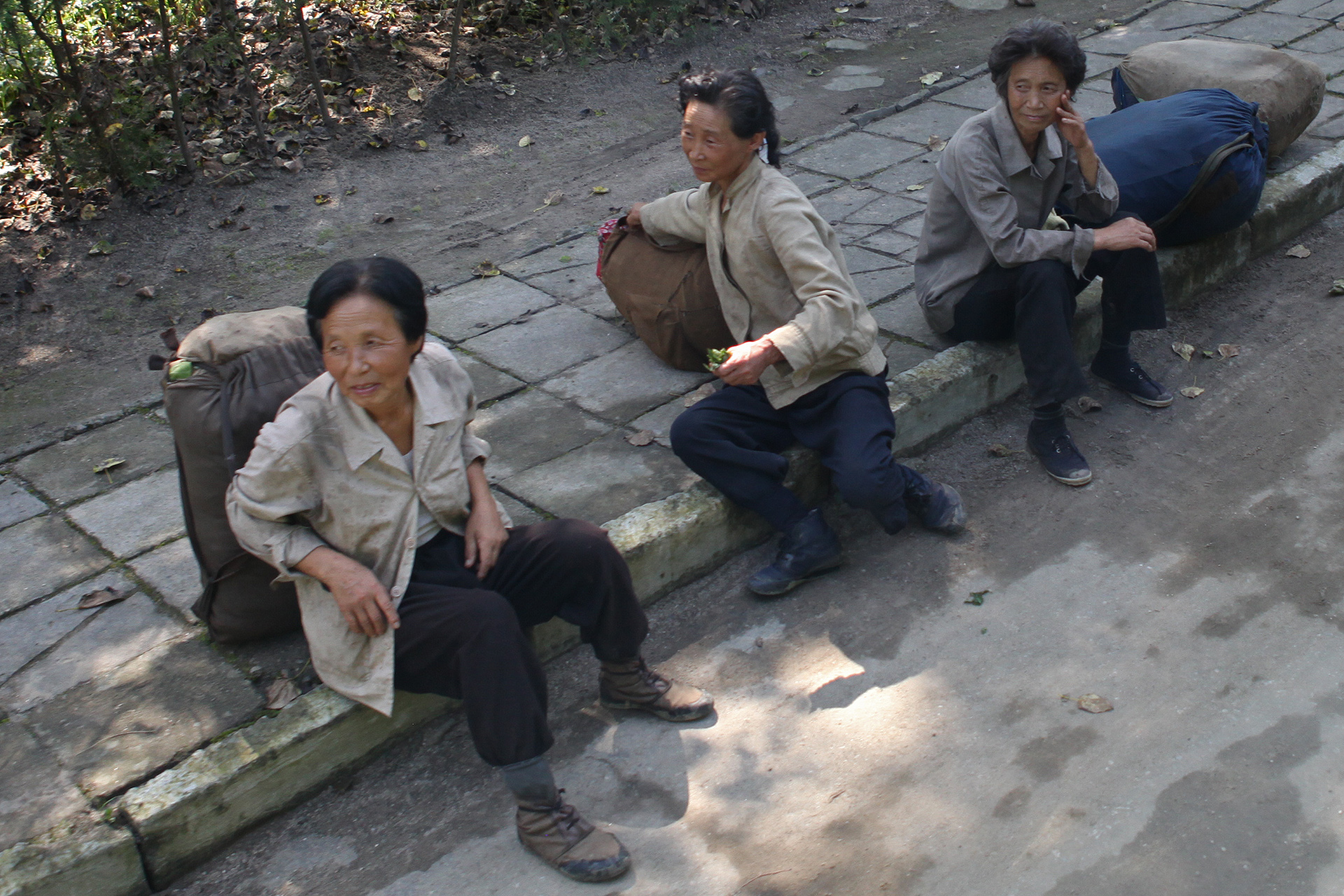
这些女人可能就是所谓的“扁虱商人”，她们经常受到官员的迫害。

一些人在集市附近的小巷里出售他们的商品，以避免人民安全部官员的骚扰和勒索。这些商人因其迅速扩散，在朝鲜被称为“扁虱商人”，他们有时也被称为“蚱蜢商人”。
2007年前后，官员们试图控制中国制造的塑料地板覆盖物的销售，规定只能通过国有商店销售。随着生活水平的提高，塑料地板覆盖物变得越来越流行，而且有利可图。官员们还试图监管超过8吨重量限制的私人巴士和卡车，并试图将违规者登记为国家雇员，并将这些车辆申报为国家财产。这种卡车批发业务在朝鲜被称为Chapan-Jangsa。这两项经济活动是除脱氧麻黄碱销售外最赚钱的业务。
2013年，一个基于身份的供应商系统开始实施，以防止人们逃避摊贩租金。现在，他们在上班时间必须把供应商卡挂在脖子上。这些供应商卡可以用来检查商家是否支付了摊位费，并验证他们的身份。供应商也被要求轮换摊位位置。
一些富裕的商人可以不用轮换摊位的位置，家庭背景好的人也可以不用。
朝鮮中央通訊社於2025年6月10日報導「將在平壤市和盛區域建設大規模批發市場」的消息，韓聯社推測北韓政府此舉是爲將北韓黑市吸收進入北韓體制並進行制度化，進而達到灰色經濟管制與增加稅收來源的目標，且顯示北韓政府在一定程度上已經接受市場經濟可以在北韓境內運作的跡象。

### 年龄规定
2008年，40岁以下的妇女被禁止在市场上做生意。
然而，在金正恩的统治下，女性的年龄限制已被取消，尽管针对男性的年龄限制已经提高。目前，只有60岁以上的男性被允许在市场上工作。据来两江道的朝鲜日报消息，这是一种强迫工人对工作场所忠诚的尝试。

### 货币改革
朝鲜政府2009年重估朝鲜圆汇率的一个理论是，它针对的是那些已经变得非常富有的商人。货币改革还引发了抢购，以确保他们的储蓄不会失去所有价值。有一段时间，除了出售大米的食品商人外，只有人民币在贸易中被实际接受。经过一段时间的恶性通货膨胀后，新朝鲜圆最终稳定在接近货币改革前的价值。

## 性别角色变化

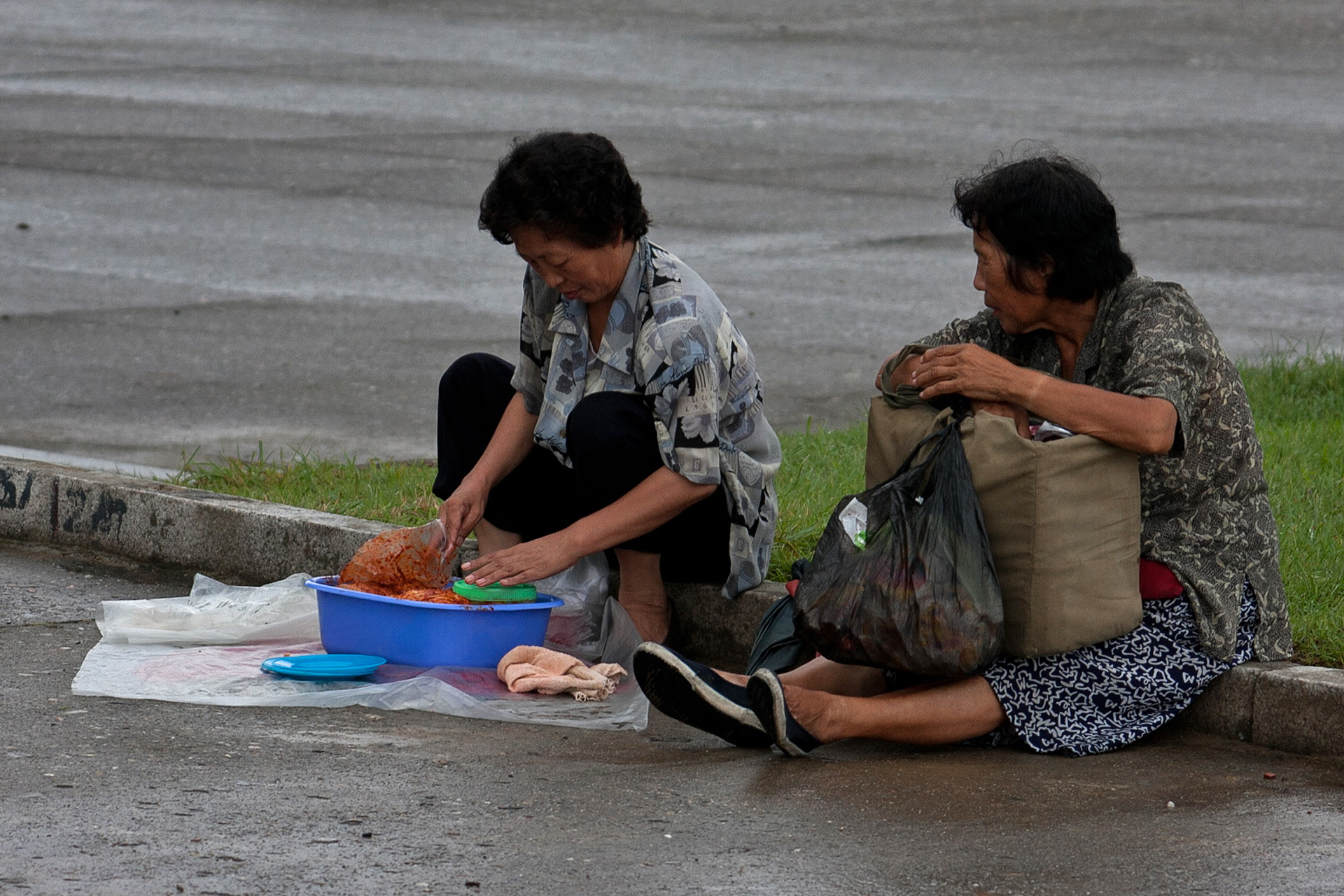
随着市场的发展，朝鲜女性的角色也在发生变化。

在朝鲜饥荒期间，人们首先通过组织、工作场所、亲戚和邻居在当地社区接受和分享帮助。这些援助和物物交换网络是以现有的团结和信任为基础的。据报道，甚至妇女组织，如老年妇女协会，也能提供帮助。最初的易货网络发展成为早期的临时市场。然而，许多原本存在的互助关系后来变得紧张并破裂。
已婚妇女和有已婚子女和孙辈的老年妇女在早期的互助安排和市场的诞生中发挥了最积极的作用。朝鲜人权记者芭芭拉·德米克称这些妇女为“发明之母”。这些妇女冒着长途旅行的风险，从农村，甚至从其他省份寻找食物，尽管那里的规章制度限制了人们的流动性。在20世纪80年代遭受粮食短缺的省份，地方政府对人们为生存所采取的行动是宽容的。这些妇女还违反了禁止未经许可的商品交易的规定，有些人作为临时移民越过危险的边境来到中国，承担起养家糊口的角色。
在朝鲜历史上，男人一直被视为一家之主和养家糊口的人，但随着朝鲜经济的崩溃，男人被迫留在工作岗位上，即使他们不能在一个没有运转的工厂工作。随着人们无法再靠月薪生活，养家糊口的角色越来越由女性来担当。已婚妇女可以被登记为全职家庭主妇，享有自由贸易的权利。男人们必须向工厂管理层行贿以获取同样的非官方特权。然而，女性的相对自由让一些男性得以留在市场生活中赚钱。男人负责批发和运输，女人负责在市场上实际销售货物。根据安德烈·兰科夫的说法，在朝鲜底层，女性主导着经济。这些妇女不仅从事贸易，而且从事小规模的家庭生产，如制鞋、缝制服装和准备出售的食品。